# Nandej
Nandej è una suddivisione dell'India, classificata come census town, di 7.639 abitanti, situata nel distretto di Ahmedabad, nello stato federato del Gujarat. In base al numero di abitanti la città rientra nella classe V (da 5.000 a 9.999 persone).

## Geografia fisica
La città è situata a 22° 54' 30 N e 72° 41' 30 E.

## Società

### Evoluzione demografica
Al censimento del 2001 la popolazione di Nandej assommava a 7.639 persone, delle quali 4.070 maschi e 3.569 femmine. I bambini di età inferiore o uguale ai sei anni assommavano a 920, dei quali 495 maschi e 425 femmine. Infine, coloro che erano in grado di saper almeno leggere e scrivere erano 5.325, dei quali 3.186 maschi e 2.139 femmine.